# 미셸 푸르니레
미셸 푸르니레(Michel Fourniret, 1942년 4월 4일 -)는 프랑스의 연쇄 살인자이다. 프랑스와 벨기에를 오가며 주로 젊은 여성을 상대로 범행을 저질렀다.
스당 시 출신으로, 스당이 위치한 아르덴주를 중심으로 활동, 처음에는 Forestier des Ardennes→아르덴의 삼림관리원이라는 별명으로 불렸으나 푸르니레는 삼림관리원으로 일한 적도 없고, 그 직무에 대해 배운 적도 없기에 나중으로 가면서 점차 l'Ogre des Ardennes→아르덴의 오거,또는 Tueur des Ardennes→아르덴의 살인자 등으로 불리게 되었다.
푸르니레는 2003년 6월, 벨기에에서 범행을 시도하다가 실패하고 체포되었다. 수사 과정에서 푸르니레가 프랑스에서 저지른 범죄도 드러나, 2006년 1월 9일 프랑스 측에 넘겨졌고, 양국의 합의로 양국에서 저지른 범행을 한 건으로 병합하여 재판하게 되었다. 최종적으로 7명을 살해한 혐의로 푸르니레에게는 종신형이 선고되었다.

## 인물
푸르니레는 스당의 노동자 가정에서 태어났다. 금속 노동자인 아버지는 알코올 중독 증세가 있었으며, 어머니는 푸르니레가 4~5세이던 당시 푸르니레와 근친상간을 하기도 했던 것으로 알려져 있다. 이외에 푸르니레에게는 누나 위게트(Huguette)와 형 앙드레(André)가 있었다.
학창 시절의 동료 학생들에 따르면 푸르니레는 교활하고, 도벽이 있었다. 학교를 졸업한 후, 푸르니레는 목수나 밀링공 등의 기술직을 전전했다.
1964년에 결혼을 하고 자식을 보지만 1967년에 폭력 혐의로 실형을 선고받고 이혼당한다. 이후 1970년에 재혼한다.
1966년에서 1973년 사이에 푸르니레는 낭트와 베르됭(fr) 등지에서 저지른 폭력과 관음증 혐의로 실형을 선고받았다. 또 1984년 3월 25일 폭력과 절도 혐의로 체포되어 1987년 6월 26일에 5년형을 선고받고 투옥되었다. 또 두 번째 부인으로부터도 이혼을 요구받았다. 이후 1987년 10월에 석방되자 동거녀 모니크 올리비에(Monique Olivier)와 함께 욘주로 이주했다.

## 푸르니레가 자백한 사건들
- 1987년 12월 11일, 오세르(fr)에서 하교 중에 실종된 이자벨 라빌(Isabelle Laville, 당시 17)은 19년 뒤인 2006년 7월에 오세르에서 약 20km 떨어진 뷔시 앙 오트(fr)의 한 우물 속에서 사체로 발견되었다.[6] 푸르니레의 진술에 따라 경찰은 수색을 위해 막혀 있던 우물을 30미터까지 다시 파내야했다. 한편 이 사건은 한동안 이 지방에서 활동했던 다른 연쇄 살인자인 에밀 루이(fr)의 범행으로 간주되기도 했다.
- 샬롱 앙 샹파뉴(fr)에서 실종된 파비엔 르루와(Fabienne Leroy, 당시 20)는 나중에 근처의 숲에서 성폭행 당하고 총에 맞아 살해된 사체로 발견되었다.
- 1989년 3월 18일, 샤를빌메지에르에서 실종된 쟌 마리 데라모(Jeanne-Marie Desramault, 당시 22)는 푸르니레의 사유지 내에서 사체로 발견되었다. 푸르니레는 올리비에와 동행 중 데라모를 열차 안에서 만났고, 유괴해 내는데 성공했다.[5]

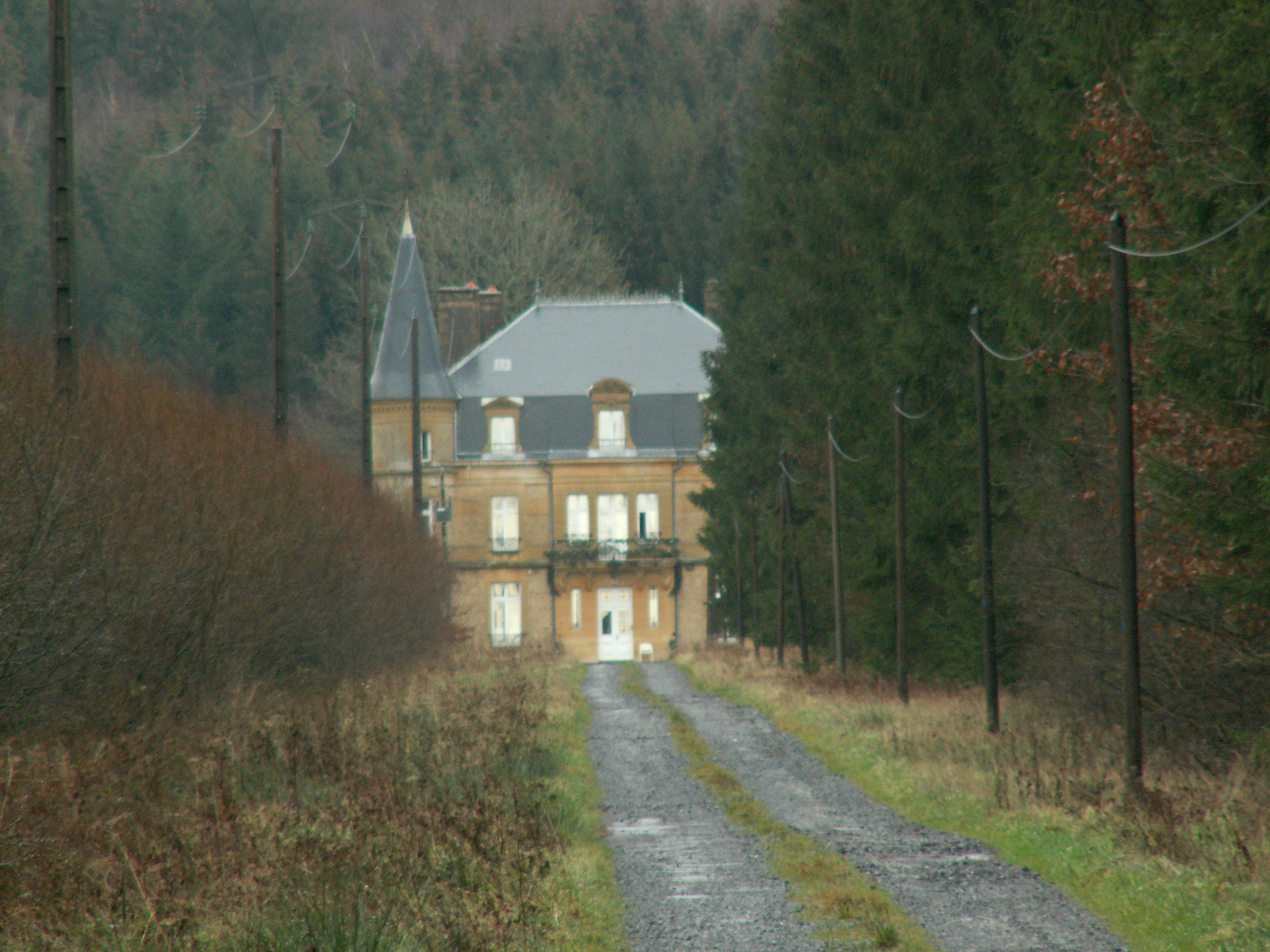
푸르니레가 거주했던 소투 성

- 1989년 12월 20일, 벨기에의 생 세르베(fr)에서 엘리자베스 브리셰(Élisabeth Brichet, 당시 12)가 실종되었다. 푸르니레와 올리비에는 친구 집에서 나오는 브리셰를 붙잡고 자신들이 병원에 가는 데 동행해 줄 것을 요청하여 유괴했다. 이후 푸르니레는 브리셰를 성폭행하고 자신의 자택으로 데려가 살해했다.[7] 한편 푸르니레가 브리셰를 소투에 소재한 자신의 사유지에 매장했다고 자백할 때까지 이 사건은 마르크 뒤트루의 범행으로 오인되었다.
- 1990년 11월 24일, 낭트 교회의 레제(fr)에서 실종된 나타샤 다네(Natacha Danais, 당시 13)는 법원에 소환되어 낭트에 왔다가 돌아가던 푸르니레와 올리비에에게 유괴되어,[8] 며칠 뒤 낭트에서 70km가량 떨어진 브렘 쉬르 메르(fr)의 해안에서 폭행당한 사체로 발견되었다.[5] 사건 당시에는 푸르니레의 승합차와 비슷한 차를 가지고 있었고, 다네와 안면이 있는 이웃 주민 장 그로와(fr)가 용의자로 지목되어 투옥되었다. 그로와는 본 사건과 관련된 가택 수색 중 ETA의 조직원으로 추정되는 3명이 자택에서 발견되어 투옥되었고, 투옥 후 몇 주 뒤 자살했다.
- 푸르니레와 교도소에서 같이 수감되어 있던 적이 있는 장 피에르 엘구아르크(Jean-Pierre Hellegouarch)의 지인인 파리다 아미슈(Farida Hamiche)는 1990년에 푸르니레에게 살해되었다. 푸르니레는 아미슈가 가지고 있던 금괴를 빼앗을 목적으로 살해했으며, 그 돈으로 소투 성을 구입했다. 한편, 아미슈의 사체는 결국 발견되지 않아 재판에서 제외되기도 했다.
- 2000년, 바칼로레아에 응시하기 위해 샤를빌메지에르로 왔던 셀린 세종(Céline Saison, 당시 18)은 실종되었다가 벨기에에서 숨진 채 발견되었다.[5]
- 2001년 5월 5일, 타이계 프랑스인인 마냐나 툼퐁(Manyana Thumpong, 당시 13)이 스당의 도서관에서 귀가하던 중 실종되었다가 역시 벨기에에서 사체로 발견되었다.[5],[9]

## 체포
2003년 6월 26일, 푸르니레는 벨기에의 시네이(fr)에서 마리 아상시옹(Marie-Ascension, 당시 13)을 유괴하려 하다가 마리가 달아나 자동차의 번호를 알려 체포되고 말았다. 당시 푸르니레는 62세였다.
푸르니레는 세종 건과 툼퐁 건을 처음에는 부인했다. 이는 푸르니레가 다른 사건을 자백한 것으로 충분하다고 판단했기 때문으로 추정된다. 푸르니레가 세종 건과 툼퐁 건을 자백한 것은 2004년 7월 1일이 되어서 기나긴 심문을 받고 나서였다. 한편 랭스(fr) 고등법원은 2006년 1월 19일에 올리비에의 항소를 라빌 건, 르루와 건, 데라모 건에 대한 진술 부족을 이유로 기각했다.
살인의 공범 혐의로 투옥된 푸르니레의 부인에 따르면 푸르니레는 1993년 5월에 자택에서 일하던 16세의 여성을 살해했다고 한다. 그러나 피살자의 신원이 불분명했고, 올리비에의 증언에 따른 수색이 실시되었으나 사체는 발견되지 않았다.
그 외에 푸르니레는 1980년대에 금품을 갈취할 목적으로 한 세일즈맨에게 총을 쏘고 죽도록 방치하여 살해했다고 자백했다. 피살자의 사체는 2004년에 발견되었다. 그러나 이 사건은 재판의 대상이 되지 못했다.

## 장기간의 공백
푸르니레는 1987년에 출옥한 뒤로 다수의 범행을 저질렀음에도 불구하고 체포되기까지 약 17년 동안 어떤 조사나 수사도 받지 않았다. 그 까닭으로는 다음과 같은 것들이 있었다.
- 푸르니레가 저지른 대부분의 범행들이 당시에는 서로 연관되어 있지 않은 것처럼 보였다.
- 프랑스-벨기에 국경을 넘나들며 범행이 이뤄져 관할이 불분명했다.
- 범행 장소가 낭트 시, 욘 주, 아르덴 주 등, 서로 멀리 떨어진 곳이었다.
- 살해 수법이 지속적으로 바뀌어 연쇄 살인자로 분류되지 않았다.
- 또 발생 장소에 따라 다른 사람이 범인으로 지목되기도 했다. 예로 벨기에에서 일어난 범행은 마르크 뒤트루가, 욘 주에서 일어난 범행은 에밀 루이(fr)가 범인으로 지목되기도 했다.
- 푸르니레는 자신의 주변에 좋은 이미지를 만들기 위해 노력했다. 실례로 그는 체포되기 6개월 전에 벨기에의 한 학교에서 경비원으로 근무하기도 했다.

한편 프랑스에서 Disparues de l'Yonne→욘 주의 실종 사건의 수사 및 심리 과정에서 일어난 각종 실수를 조사했는데, 이 과정에서 이자벨 라빌 실종사건의 수사 중 욘 주 일대에서 벌어진 성폭력 사건을 가지고 푸르니레를 심문하지 않았던 사실이 드러났고, 이는 라빌의 유족 측의 비난을 받았다.

## 정신 상태
재판부에 제출한 서류에서 푸르니레는 스스로를 un être mauvais et dénué de tout sentiment humain→모든 인간적 감정이 배제된 악한 존재라 설명했다. 또, 심문에 대한 답변을 분석한 바, 푸르니레는 자기중심적이며 양심의 가책을 느끼지 않고 피해자나 유족들에 대해 무관심함이 드러났다.
1987년의 재판 중 푸르니레는 정신분석가에 의해 "피해자들의 처녀성에 집착하며, 그 때문에 스스로의 반사회적인 성격을 모두 드러내지 않는 위험한 사람"으로 묘사되었다.
푸르니레는 여성의 처녀성에 대한 강박 관념을 가지고 있고 이는 그의 존재에 있어 큰 부분을 차지했다. 실제 그는 수사관들에게 완전히 처녀인 여성과 결혼한 적이 없다는 게 자신의 삶에서 가장 절망적인 부분이라고 진술하기도 했다.
또한 푸르니레가 피해자를 물색하기 전에 피해자를 파묻을 구덩이를 미리 파 놓거나, 또 엘리자베스 브리셰(Élisabeth Brichet) 사건에서처럼 점찍어둔 피해자가 움직일 때까지 몇 시간씩 기다리기도 했던 점 등을 봤을 때, 그가 저지른 일련의 범행이 급작스러운 충동이나 변덕에 의한 것이 아님이 증명되었다.
한편으로 그는 물질적 이득을 취하기 위한 비정한 폭력 행위도 마다하지 않았다. 금괴를 훔칠 목적으로 살해한 파리다 아미슈 사건을 위시하여, 지갑을 훔칠 목적으로 세일즈맨을 죽이려 시도하거나, 국경수비대의 무기를 훔치려 하기도 했다.
푸르니레는 흔히 똑똑하고 용의주도하며 계산적인 사람으로 묘사된다. 그러나 2001년 4월에 그는 젊은 여성을 납치할 목적으로 자신의 차에 태우려다 실패하고 몇 시간 뒤, 다른 장소에서 또 다른 사람을 상대로 같은 수법으로 범죄를 시도했다. 이에 대해 푸르니레의 초기 피해자 중 한 사람인 다이나 르 게낭(Dahina Le Guennan)은 푸르니레가 참으로 똑똑하고 용의주도한 사람이었다면 같은 자동차를 가지고 계속 범행을 저지르거나, 일부 피해자에게 자신의 이름을 알려 주는 등의 행동은 하지 않았을 것이라고 지적했다.

## 재판 및 처벌
푸르니레에 대한 재판은 2008년 3월 27일부터 5월 28일까지 열렸다. 푸르니레는 수차례에 걸쳐 묵비권을 행사 했다. 재판 기간 동안 푸르니레와 올리비에는 샤를빌메지에르의 감옥에 수용되었다.
2개월에 걸친 재판을 통해 푸르니레는 일체의 감형이 없는 절대적 종신형이, 올리비에는 28년의 확정적 기간을 둔 종신형이 각각 선고되었다. 두 사람 모두 이에 대해 항소를 하지 않아 형은 그대로 확정되었고, 푸르니레는 샬롱 앙 샹파뉴로, 올리비에는 발랑시엔(fr)으로 각각 이감되었다.